# La mia solitudine/Un canto d'amore
La mia solitudine/Un canto d'amore è il terzo singolo di Romina Power, pubblicato dalla casa discografica I Dischi dello Zodiaco nel 1969.
Entrambi i brani sono scritti da Vito Pallavicini (per i testi) e Albano Carrisi (per la musica).

## Tracce
Edizioni musicali Belriver.
1. La Mia solitudine – 3:45
2. Un canto d'amore – 3:17

## Staff artistico
- Romina Power – voce
- Detto Mariano – direzione orchestrale